# Kiko Botones
Kiko Botones (no Brasil: Kiko Maletas) é uma série de televisão humorística venezuelana criada e estrelada por Carlos Villagrán (que também era o diretor), exibida originalmente em 1986. No Brasil, foi exibida pela Band no ano de 1991.

## História
O enredo gira em torno da relação de três atrapalhados funcionários de um hotel, Kiko Maletas (Carlos Villagrán), Abel Boy (Emilio Lovera) e Mariano (César Quintana), e os hóspedes do hotel.
Kiko Maleta (Kiko Botones):
Kiko trabalhava em um hotel com um chapéu vermelho e um uniforme verde musgo, ou seja, em nada lembrava a sua roupinha de marinheiro. Era o vestuário de um funcionário de hotel mesmo. Ele tinha dois amigos, sendo que um deles era muito magro e alto, mais até do que o Professor Girafales, acreditem se quiser! O outro era interpretado pelo mesmo ator que fazia o amigo dentuço citado acima. Essa série era muito cômica e as situações sempre aconteciam no hall do hotel e nos corredores

## No Brasil
No Brasil, o seriado foi exibido pela Rede Bandeirantes. Estreou em maio de 1991 às 17h, depois passando para os horários das 7h30 e 15h. Sua última transmissão pela emissora aconteceu às 7h25 e 15h de 17 de setembro do mesmo ano.